# 1583 en arts plastiques
| Années des arts plastiques : 1580 - 1581 - 1582 - 1583 - 1584 - 1585 - 1586    |
| Décennies des arts plastiques : 1550 - 1560 - 1570 - 1580 - 1590 - 1600 - 1610 |

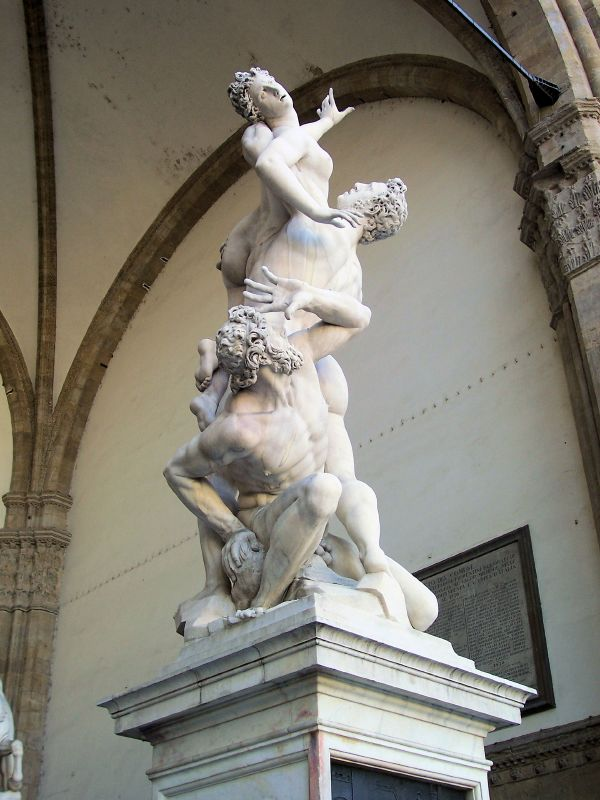
Le Rapt des Sabines.

Cette page concerne l'année 1583 en arts plastiques.

## Naissances
- ? :
  - Johann Wolfgang Aveman, peintre et dessinateur néerlandais († vers 1620),
  - Alessandro Bardelli, peintre italien († 1633),
  - Pieter Lastman, peintre néerlandais († 4 avril 1633).

## Décès
- 8 juin : Matthijs Bril, peintre paysagiste flamand (° 1550),
- 23 décembre : Nicolás Factor, prêtre catholique et peintre espagnol (° 20 juin 1520),
- ? :
  - Orazio Alfani, architecte et peintre italien de l'école ombrienne (° 1510),
  - Lorenzo Costa le Jeune, peintre maniériste italien (° 1537),
  - Bernardino Lanino, peintre italien (° 1512),
  - Marco Pino, peintre maniériste italien de l'école napolitaine (° 1521),
  - Stoldo Lorenzi, sculpteur italien (° 1533),
  - Wen Jia, peintre chinois (° 1501),

- Vers 1583 :
  - Lattanzio Bonastri da Lucignano, peintre maniériste italien (° vers 1550),
  - Étienne Delaune, orfèvre, dessinateur et graveur français (° 1518 ou 1519),

- Après 1583 :
- Melchior Lorck, peintre et graveur d'origine dano-germanique (° 1526 ou 1527).